# Endiandra montana
Endiandra montana är en lagerväxtart som beskrevs av Cyril Tenison White. Endiandra montana ingår i släktet Endiandra och familjen lagerväxter. Inga underarter finns listade i Catalogue of Life.